# (1402) Eri
(1402) Eri es el asteroide número 1402 situado en el cinturón principal. Fue descubierto por el astrónomo Karl Wilhelm Reinmuth  desde el observatorio de Heidelberg, el 16 de julio de 1936. Su designación alternativa es 1936 OC. Está nombrado en honor de la astrónoma alemana Erika Kollnig-Schattschneider (1913-1978).